# Delphine (Vorname)
Delphine ist ein weiblicher Vorname.

## Herkunft und Bedeutung
Vergeben wird der Name hauptsächlich im Französischen. Er ist abgeleitet vom lateinischen „Delphinus, -a“, was „aus Delphi stammend“ bedeutet.
Eine im spanischsprachigen Raum verbreitete Variante ist Delfina.

## Namensträgerinnen
- Delphine Arnault (* 1975), französische Geschäftsfrau (Louis Vuitton, Christian Dior)
- Delphine Atangana (* 1984), kamerunische Leichtathletin
- Delphine Bachmann (* 1988), Schweizer Politikerin (Die Mitte), Staatsrätin des Kantons Genf
- Delphine Batho (* 1973), französische Politikerin
- Delphine von Belgien (* 1968), belgische Künstlerin
- Delphine Biscaye, französische Maschinenbauingenieurin und Konstrukteurin
- Delphine Brox (1935–2008), deutsch-französische Umweltaktivistin und Politikerin
- Delphyne Burlet (* 1966), französische Biathletin
- Delphine Cascarino (* 1997), französische Fußballspielerin
- Delphine Chanéac (* 1978), französische Schauspielerin
- Delphine Claudel (* 1996), französische Skilangläuferin
- Delphine Combe (* 1974), französische Sprinterin (100-Meter-Lauf, 4-mal-100-Meter-Staffel)
- Delphine Coulin (* 1972), französische Autorin, Drehbuchautorin und Filmregisseurin
- Delphine Cousin Questel (* 1991), französische Windsurferin
- Delphine Deau (* 1991), französische Jazzmusikerin (Piano, Komposition)
- Delphine Delamare (1822–1848), französische Arztgattin und Inspirationsquelle für 'Madame Bovary'
- Delphine Delrue (* 1998), französische Badmintonspielerin
- Delphine Ernotte (* 1966), französische Ingenieurin und Kommunikations- und Medienmanagerin
- Delphine Forest (1966–2020), französische Schauspielerin
- Delphine Galou (* 1977), französische Opernsängerin mit der Stimmlage Alt
- Delphine Gay (1804–1855), französische Dichterin
- Delphine Girard (* 1990), kanadisch-belgische Filmregisseurin
- Delphine Gleize (* 1973), französische Filmregisseurin und Drehbuchautorin
- Delphine Horvilleur (* 1974), französische Autorin und Rabbinerin der Jüdisch-liberalen Bewegung Frankreichs
- Delphine Djiraïbé Kemneloum (* 1960), tschadische Rechtsanwältin und Menschenrechtsaktivistin
- Delphine Klopfenstein Broggini (* 1976), Schweizer Politikerin (Grüne) und Präsidentin von Pro Velo Schweiz
- Delphine LaLaurie (1787–1849), sadistische Sklavenhalterin in den Vereinigten Staaten
- Delphine Lehericey (* 1975), Schweizer Regisseurin, Drehbuchautorin und Schauspielerin
- Delphine O (* 1985), französische Politikerin und Diplomatin
- Delphine Oggeri (* 1973), französische Skibergsteigerin
- Delphine Pelletier (* 1977), französische Triathletin
- Delphine Py (* 1979), französische Profi-Triathletin
- Delphine Réau (* 1973), französische Sportschützin
- Delphine von Schauroth (1813–1887), deutsche Pianistin und Komponistin
- Delphine Seyrig (1932–1990), französische Schauspielerin und Regisseurin
- Delphine Zanga Tsogo (1935–2020), kamerunische Politikerin und Schriftstellerin
- Delphine de Vigan (* 1966), französische Schriftstellerin
- Delphine Wespiser (* 1992), französisches Model sowie Radio- und Fernsehmoderatorin, Miss France 2012

### Variante Delphyne
- Delphyne Burlet, (* 1966), französische Biathletin
- Delphyne Peretto (* 1982), französische Biathletin